# Cremastosperma cauliflorum
Cremastosperma cauliflorum R.E.Fr. – gatunek rośliny z rodziny flaszowcowatych (Annonaceae Juss.). Występuje naturalnie w Kolumbii, Ekwadorze, Peru oraz Brazylii (w stanach Acre i Amazonas). 

## Morfologia
PokrójZimozielone drzewo dorastające do 8 m wysokości.
LiścieMają eliptyczny kształt. Mierzą 19–24 cm długości oraz 7,5–8,5 cm szerokości. Nasada liścia jest rozwarta. Blaszka liściowa jest o wierzchołku od tępego do spiczastego. Ogonek liściowy jest nagi i dorasta do 8 mm długości.
KwiatyZebrane po 2–3 w pęczkach. Rozwijają się bezpośrednio na pniach i gałęziach (kaulifloria). Działki kielicha mają owalny kształt i dorastają do 4 mm długości. Płatki mają owalny kształt i osiągają do 9 mm długości. Kwiaty mają 20–35 słupków.

## Biologia i ekologia
Rośnie w wiecznie zielonych lasach. Występuje na terenach nizinnych.